# 니카라과의 국장

니카라과의 국장

니카라과의 국장은 1823년 8월 21일에 처음 제정되었으며 현재의 국장은 1971년에 제정되었다.
국장 가운데에는 삼각형이 그려져 있으며 삼각형 위에는 무지개가 그려져 있다. 무지개 아래에는 빨간색 프뤼기아 모자가 그려져 있고 모자 아래에는 5개의 화산과 바다가 그려져 있다. 삼각형은 평등을, 무지개는 평화를 의미하며 프뤼기아 모자는 자유를, 5개의 화산은 중앙아메리카 연방을 구성하고 있던 5개의 나라의 단결과 우애를 의미한다.
국장 위쪽에는 니카라과의 공식 명칭인 "니카라과 공화국"("REPÚBLICA DE NICARAGUA")이 쓰여져 있으며 국장 아래쪽에는 "중앙아메리카"("AMÉRICA CENTRAL")가 스페인어로 쓰여져 있다.

## 역대 니카라과의 국장

니카라과의 국장 (1908년 ~ 1971년)

## 같이 보기
- 니카라과의 국기